# ロバート・タッカー (数学者)
ロバート・タッカー（英: Robert Tucker、1832年4月26日 – 1905年1月29日）は、イギリスの数学者。ロンドン数学会で30年以上の間、事務秘書を務めた。

## 経歴
1832年、半島戦争を経験した軍人ロバート・タッカーと、ファニー・タッカー（Fanny Tucker）の間に生まれた。セント・ジョンズ・カレッジに通学し、1855年には第35代ラングラーを獲得した。1865年から1899年までは、ユニヴァーシティ・カレッジ・ロンドンで数学を究めた。1902年に引退しロンドンからワージングへ越した。
彼は、三角形の円の集合であるタッカー円で有名である。1882年のウィリアム・キングドン・クリフォードの論文 Mathematical Papers を編集したことでも名を馳せている。他の数学における功績には、第一ルモワーヌ円、調和四角形の研究などがある。
1865年、タッカーは設立当初のロンドン数学会の会員になり、1867年から1902年の約30年間、事務秘書（secretary）を務めた。
彼は、数学者の写真収集家としても知られている。彼のコレクション（Tucker collection）はロンドン数学会によって、ド・モルガン家で保存されている。

## 私生活
1866年にエリザベス・バイルズ（Elizabeth Byles）と結婚し、3人の子供を設けている。